# Hendrik Verwoerd

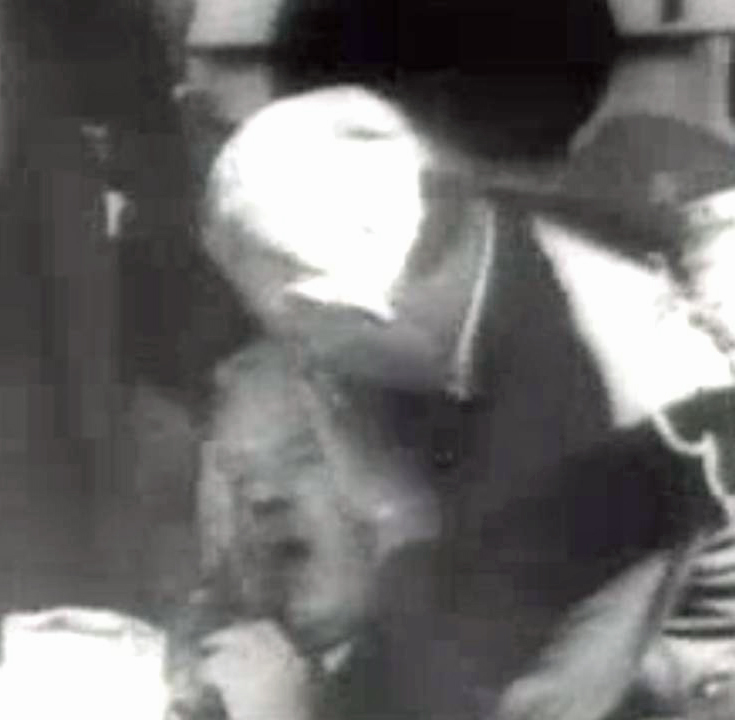
Mordförsöket på Hendrik Verwoerd i april 1960.

Hendrik Frensch Verwoerd, född 8 september 1901 i Amsterdam, Nederländerna, död 6 september 1966 (mördad) i Kapstaden, Sydafrika, var en sydafrikansk psykolog, författare och politiker (nationalist) samt Sydafrikas premiärminister från 1958 till sin död.

## Biografi
Verwoerd, född i Amsterdam i en holländsk familj, följde vid två års ålder sin boersympatiserande far till Sydafrika och var från tolv års ålder bosatt i Bulawayo i nuvarande Zimbabwe. Han växte upp under goda förhållanden och genomgick med stor framgång studier i Stellenbosch. Från 1925 var han bosatt i Tyskland, där han iakttog nazismens tillväxt med tilltagande intresse. Han publicerade från 1926 ett flertal psykologiska böcker och erhöll 1928 en professur i psykologi i Stellenbosch, varpå hans politiska intressen kom att begränsas till det sydafrikanska planet.
Som anhängare till James Hertzogs nationalistiska regering slöt sig Verwoerd till de boernationalistiska kretsarna och blev 1937 ledare för partiets tidning, Die Transvaler. År 1948 gav han sig in i politiken. Han lyckades inte bli vald till parlamentet, men valdes till senator i ett fyllnadsval samma år. Han utsågs 1950 till minister i infödingsfrågor i Daniel Malans regering och lanserade som en del av apartheidpolitiken bantustanprogrammet, vilket innebar att landets icke-vita befolkning skulle förpassas till autonoma reservat. Även det ockuperade Namibia skulle omfattas av detta beslut. På grund av sin politik under denna period är han känd som apartheids arkitekt, även om han inte var själva raspolitikens grundare.
År 1958 efterträdde Verwoerd Johannes Strijdom som premiärminister efter dennes död och radikaliserade raspolitiken. Genom Promotion of Bantu Self-Government Act, godkänd av parlamentet 1959, ersattes det sista av politisk representation för svarta med bantustansystemet. Den första bantustanen som förklarades autonom var Transkei år 1963 (formellt förklarad en suverän stat 1976). Samtidigt delgavs polisen genom nationalistregeringens försorg avsevärda befogenheter i kampen mot regeringens fiender. Protester mot de avskydda passlagarna ledde 1960 till Sharpevillemassakern och ett fördömande av Sydafrika från världssamfundet. Sin största triumf kunde Verwoerd driva igenom samma år, då nationalistregeringen genom en folkomröstning införde republik. Inrikespolitiskt sökte han försoning med landets engelskspråkiga befolkningsgrupper i kamp med det vaknande svarta motståndet, vilket möttes av begränsad framgång; i Natal, en av landets fyra "vita" provinser, motsatte sig 76 % av väljarna den nya republiken. 1966, sedan det väpnade motståndet kvästs efter Rivoniarättegången och massinterneringar, stärkte dock Nationalistpartiet sin ställning och nådde en två tredjedelars majoritet i parlamentet med 126 av 170 mandat. Oppositionspartiet United Party skulle aldrig återta en väsentlig roll, och kom i mycket att stödja raspolitiken och särskilt de repressiva åtgärderna; enda långvarig oppositionell motståndare mot NP-regeringen var Helen Suzman. 
Verwoerd knivmördades kort efter valsegern i underhuset av den grekisk-moçambiqueske apartheidmotståndaren Demetrios Tsafendas (1918–1999). Han hade 1960 skjutits i ansiktet av den vite farmaren David Pratt (1908–1961) men överlevt. Verwoerd efterträddes som nationalisternas ledare av justitieminister Balthazar Vorster, som kort därefter axlade rollen som premiärminister.
Närmast efter sin död kom Verwoerd i Sydafrikas boernationalistiska kretsar att hyllas som en hjälte och den matta på vilken han legat i väntan på ambulans skrubbades aldrig ren från blodfläckar och avlägsnades först 2004, som en ständig påminnelse om mordet. Nelson Mandela uttryckte stark avsmak efter mordet på Verwoerd och avlade 1994 som president ett besök hos hans änka, Betsie Schoombie (1901–2000), som med parets dotter Anna Verwoerd och hennes make Carel Boschoff bosatt sig i den autonoma enklaven Orania efter den icke-rasbaserade demokratins införande. Tsafendas dömdes inte, då han bedömdes som sinnessjuk, och hölls inlåst på ett vårdhem till sin död 1999. 
I den mer extrema afrikaanerenklaven Kleinfontein högtidlighålls Verwoerd som folkhjälte och martyr genom en centralt placerad byst, medan de flesta minnesmärken och platser namngivna efter Verwoerd har avlägsnats eller fått nya namn, inklusive samhället Verwoerdenburg (numera Centurion), Verwoerddammen (Gariepdammen) samt en administrativ byggnad vid Stellenboschs universitet.